# GeForce 20 series
GeForce RTX 20 Series è una serie di unità di elaborazione grafica sviluppate da Nvidia, basate sulla microarchitettura Turing di Nvidia, che funge da successore della GeForce 10 Series. Per avvicinare il consumatore ad una fascia più economica rispetto alla serie 20, Nvidia ha annunciato l'arrivo della GeForce 16 Series per coprire quella fetta di mercato. Il 2 luglio 2019, è stata annunciata una nuova gamma di prodotti inclusi nella serie 20, denominata GeForce RTX Super, che comprende le nuove 2060S, 2070S e 2080S.

## Architettura
La microarchitettura Turing, dal matematico inglese Alan Turing del XX secolo, è stata presentata il 20 Agosto 2018 alla Gamescom 2018 e commercializzata dal 20 Settembre 2018. È il successore della microarchitettura Pascal, incorpora la nuovissima tecnologia Ray tracing in tempo reale utilizzabile nei videogiochi supportati e il DLSS (Deep learning super-sampling).

## Prodotti
Tutte le schede di questa generazione sono fabbricate con il processo TSMC 12nm. Ecco una tabella elencante i prodotti:
| Modello                | Rilascio   | Codename         | Configurazione Core | Configurazione Core | Configurazione Core |                      | Memoria (GDDR6) | Memoria (GDDR6) | Memoria (GDDR6)  | Clock (MHz) | Clock (MHz) | Fillrate     | Fillrate       | Potenza Elaborazione (TFLOP) | Potenza Elaborazione (TFLOP) | TDP (Watt) | MSRP (Usd) |
| Modello                | Rilascio   | Codename         | Core                | Tensor Cores        | RT Core             | Dimensione Die (mm2) | Memoria (GB)    | Clock (GBPS)    | Bandwidth (GB/s) | BASE        | BOOST       | Pixel (GP/s) | Texture (GT/s) | Precisione Singola           | Precisione Doppia            | TDP (Watt) | MSRP (Usd) |
| ---------------------- | ---------- | ---------------- | ------------------- | ------------------- | ------------------- | -------------------- | --------------- | --------------- | ---------------- | ----------- | ----------- | ------------ | -------------- | ---------------------------- | ---------------------------- | ---------- | ---------- |
| GeForce RTX 2060       | 07/01/2019 | TU106-200A-KA-A1 | 1920:120:48:30      | 240                 | 30                  | 445                  | 6               | 14              | 336              | 1365        | 1680        | 80.6         | 201.6          | 6.45                         | 0.20                         | 160        | $349       |
| GeForce RTX 2060 SUPER | 09/07/2019 | TU106-410-A1     | 2176:136:64:34      | 272                 | 34                  | 445                  | 8               | 14              | 448              | 1470        | 1650        | 105.6        | 224.4          | 7.18                         | 0.22                         | 175        | $399       |
| GeForce RTX 2070       | 17/10/2018 | TU106-400A-A1    | 2304:144:64:36      | 288                 | 36                  | 445                  | 8               | 14              | 448              | 1410        | 1620        | 103.7        | 233.3          | 7.46                         | 0.23                         | 175        | $499       |
| GeForce RTX 2070 SUPER | 09/07/2019 | TU104-410-A1     | 2560:160:64:40      | 320                 | 40                  | 545                  | 8               | 14              | 448              | 1605        | 1770        | 113.3        | 283.2          | 9.06                         | 0.28                         | 215        | $499       |
| GeForce RTX 2080       | 20/09/2018 | TU104-400A-A1    | 2944:184:64:46      | 368                 | 46                  | 545                  | 8               | 14              | 448              | 1515        | 1710        | 109.4        | 314.6          | 10.07                        | 0.31                         | 215        | $699       |
| GeForce RTX 2080 SUPER | 23/07/2019 | TU104-450-A1     | 3072:192:64:48      | 384                 | 48                  | 545                  | 8               | 15.5            | 495              | 1650        | 1815        | 116.2        | 348.5          | 11.15                        | 0.34                         | 250        | $699       |
| GeForce RTX 2080 Ti    | 20/09/2018 | TU102-300A-K1-A1 | 4352:272:88:68      | 544                 | 68                  | 754                  | 11              | 14              | 616              | 1350        | 1545        | 136.0        | 420.2          | 13.45                        | 0.42                         | 250        | $999       |
| Nvidia TITAN RTX       | 18/12/2018 | TU102-400-A1     | 4608:288:96:72      | 576                 | 72                  | 754                  | 24              | 14              | 672              | 1350        | 1770        | 169.9        | 509.8          | 16.31                        | 0.50                         | 280        | $2499      |

### Annotazioni
1. ↑  Shading Units:TMUs:ROPs:SM

### Fonti
1. ↑  (EN) Matt Hanson 20 August 2018, GeForce RTX 2080 launch live blog: Nvidia's Gamescom press conference as it happened, su TechRadar. URL consultato il 17 luglio 2020.
2. ↑  (EN) Samit Sarkar, Nvidia unveils powerful new RTX 2070, RTX 2080, RTX 2080 Ti graphics cards, su Polygon, 20 agosto 2018. URL consultato il 17 luglio 2020.
3. ↑   digitaltrends.com,  https://www.digitaltrends.com/computing/nvidia-gtx-16-series/. URL consultato il 17 luglio 2020.
4. ↑  (EN) Bill Thomas 21 August 2019, Nvidia Super RTX release date, news and rumors, su TechRadar. URL consultato il 17 luglio 2020.
5. ↑  (EN) Nick Statt, Nvidia reveals new line of ‘Super’ GeForce RTX graphics cards, su The Verge, 2 luglio 2019. URL consultato il 17 luglio 2020.
6. ↑   Nvidia GeForce RTX e Ray Tracing: una video anteprima alla GamesCom 2018, in Multiplayer.it, 21 agosto 2018.
7. ↑   NVIDIA RTX: COS'È IL RAY TRACING E A COSA SERVONO TENSOR CORE E RAY TRACING CORE, in Everyeye.it, 28 agosto 2018.
8. 1 2 3 4 5 6 7   Il confronto definitivo tra le GPU GeForce, su NVIDIA. URL consultato il 30 maggio 2022.
9. ↑  (EN) NVIDIA GeForce RTX 2060 Specs, su TechPowerUp. URL consultato il 10 luglio 2021.
10. ↑  (EN) NVIDIA GeForce RTX 2060 SUPER Specs, su TechPowerUp. URL consultato il 10 luglio 2021.
11. ↑  (EN) NVIDIA GeForce RTX 2070 Specs, su TechPowerUp. URL consultato il 10 luglio 2021.
12. ↑  (EN) NVIDIA GeForce RTX 2070 SUPER Specs, su TechPowerUp. URL consultato il 10 luglio 2021.
13. ↑  (EN) NVIDIA GeForce RTX 2080 Specs, su TechPowerUp. URL consultato il 10 luglio 2021.
14. ↑  (EN) NVIDIA GeForce RTX 2080 SUPER Specs, su TechPowerUp. URL consultato il 10 luglio 2021.
15. ↑  (EN) NVIDIA GeForce RTX 2080 Ti Specs, su TechPowerUp. URL consultato il 10 luglio 2021.
16. ↑  (EN) NVIDIA TITAN RTX is Here, su NVIDIA. URL consultato il 30 maggio 2022.
17. ↑  (EN) NVIDIA TITAN RTX Specs, su TechPowerUp. URL consultato il 10 luglio 2021.